# Ефект Голдмана
Ефект Голдмана (англ. Goldman effect) проявляється як осциляції тунельної провідності в квантових антиточках при зміні магнітного поля та напруги на затворах антиточки. Безумовно ці осциляції є одним із проявів осциляцій Шубникова- Газа при русі квазічасток в перпендикулярному магнітному та електричному полях. Основною особливістю цих осциляцій провідності є те, що періоди осциляцій дискретно зменшуються з ростом заповнення т.з. рівнів Ландау. Наприклад, період магнітного поля має вигляд:
{\displaystyle \Delta B_{i}=\Delta B_{1}/i_{B}\ }, (1)
де {\displaystyle i_{B}-} рівень Ландау для руху електричних квазічасток, а період напруг на затворах має вигляд:
{\displaystyle \Delta V_{gb}=\Delta V_{1}/j_{D}\ }, (2)
де {\displaystyle j_{D}-} рівень Ландау для руху магнітних квазічасток. Досі не має однозначного тлумачення.

## Фізика процесів

### Рухелектричних квазічастокв магнітному полі

#### Заповнення першого рівня Ландау
Відомо, що електричний заряд рухається в постійному магнітному полі по циклотронній орбіті, для якої вводиться параметр магнітної довжини:
{\displaystyle l_{B}={\sqrt {\frac {\hbar }{eB}}}}, (3)
де {\displaystyle \hbar -} приведена постійна Планка, {\displaystyle e-} заряд електрона та {\displaystyle B-} постійне магнітне поле (вірніше індукція).
В режимі квантового ефекта Хола (КЕХ) кожен електрон займає т.з. квант площі:
{\displaystyle S_{B}=2\pi l_{B}^{2}={\frac {h}{eB}}={\frac {\phi _{0B}}{B}}}, (4)
де {\displaystyle \phi _{0B}=h/e-} квант магнітного потоку. Оскільки площа квантової антиточки ({\displaystyle S_{A}}) більша, або рівна кванту магнітної площі ({\displaystyle S_{B}}), тому заповнення першого рівня Ландау можливо {\displaystyle k_{B}-} квазічастками:
{\displaystyle k_{B}={\frac {S_{A}}{S_{B}}}=integer}. (5)
На відміну від стандартних експериментальних взірців МДН- транзисторів та гетероструктур, котрі використовуються при дослідженнях КЕХ, і мають мезоскопічні розміри (тобто на них знаходяться тисячі і більше квазічасток), квантова антиточка має дуже малі мікроскопічні розміри (на ній можуть знаходитися максимум — декілька десятків квазічасток, а мінімум — одна!), тому на антиточках можна спостерігати факт одиничного тунелювання квазічастки, а значить і одиничного заповнення рівня Ландау. Таким чином, тунельна провідність має осциляційну залежність від зміни магнітного поля, обумовлену одночастковим заповненням рівня Ландау. Це дозволяє перейти у вище приведених формулах від абсолютного значення магнітної індукції до її періоду осціляцій, при яких протікає одночасткове заповнення:
{\displaystyle B=k_{B}\cdot \Delta B_{1}}, (6)
де {\displaystyle \Delta B_{1}-} період магнітного поля для одночасткового заповнення першого рівня Ландау:
{\displaystyle \Delta B_{1}={\frac {\phi _{0B}}{S_{A}}}}. (7)
Із останньої формули тривіально випливає, що незалежно від кількості заряджених квазічасток на першому рівні Ландау, магнітний період осціляцій залишається постійною величиною, що визначається стандартним квантом магнітного потоку ({\displaystyle \phi _{0B}}) та геометричними розмірами квантової антиточки ({\displaystyle S_{A}}).

#### Заповнення вищих рівнів Ландау
Заповнення вищих рівнів Ландау автоматом приводить до дискретного збільшення площі антиточки:
{\displaystyle S_{Ai}=i_{B}\cdot S_{A}}. (8)
Не менш очевидно і те, що дискретно збільшується кількість квантів магнітного потоку:
{\displaystyle \Phi _{Bi}=\sum _{i=1}^{i_{B}}\Delta \phi _{Bi}=i_{B}S_{A}\Delta B_{i}}. (9)
Оскільки кожен новий квант магнітного потоку є однаковий на даному рівні Ландау:
{\displaystyle \Delta \phi _{Bi}=\Delta \phi _{Bi+1}\ }, (10)
тому для повного магнітного потоку та елементарного кванта будуть справедливі такі вирази:
{\displaystyle \Phi _{Bi}=i_{B}\Delta \phi _{Bi}\ } (11a)
{\displaystyle \Delta \phi _{Bi}=\Delta B_{i}S_{A}\ }. (11b)
Враховуючи експериментальний факт (1), із (11b) знаходимо значення квантів магнітного потоку на {\displaystyle i_{B}}- му рівні Ландау:
{\displaystyle \Delta \phi _{Bi}=\Delta B_{i}S_{A}=\Delta B_{1}S_{A}/i_{B}=\phi _{B0}/i_{B}\ } (12)
а також повний магнітний потік через квантову антиточку на цьому рівні Ландау:
{\displaystyle \Delta \Phi _{Bi}=i_{B}\Delta \phi _{Bi}=\phi _{B0}=const\ }. (13)
Таким чином, магнітний потік через площу антиточки {\displaystyle S_{A}} не залежить від кількості заповнених рівнів Ландау ({\displaystyle i_{B}}) і є постійна величина, рівна {\displaystyle \phi _{B0}}, тобто одному кванту магнітного потоку.

## Дивись також
- Квантова потенціальна антиточка
- Квантовий антиточковий електрометер